# 秘魯特魯希略聖殿
秘魯特魯希略聖殿是耶穌基督後期聖徒教會的一座聖殿。 這座聖殿於 2015 年完工，位於秘魯特魯希略。 在 2008 年 12 月 13 日宣佈時，這座聖殿預計將成為秘魯第二座和南美洲第 17 座。 它為大約 88,000 名教會成員服務。 

## 历史
在特鲁希略建造的第一座耶穌基督胡後期聖徒教會教堂于 1967 年由時任教会會長賓塞‧甘（Spencer W. Kimball）奉献。 1978 年， 多馬·孟蓀（Thomas S. Monson）组织了第一个特魯希略支聯會。 
1986 年 1 月，戈登·興格萊會長（Gordon B. Hinckley）在利馬奉獻了秘魯唯一一座以前運營的聖殿，它服務於大約 114 個支聯會和傳道部地區。特魯希略的成員將花費 9 到 10 個小時前往秘魯利馬聖殿。 由於在利馬出席的教會成員眾多，有時顧客要等上幾個小時才能參與教儀工作。 這些因素促成了特魯希略需要一座聖殿。
當特魯希略聖殿被宣布時，總會會長團表示：“我們相信，這將成為該地區及周邊地區許多忠實聖徒的祝福，他們不得不長途跋涉才能享受聖殿的祝福。我們讚揚 聖徒們的奉獻和忠誠，並感謝通過建造這座新聖殿而給他們帶來的祝福。”

## 聖殿建造和奉獻
這座聖殿建在通往萬查科的 Mansiche 公路上，毗鄰 Campo Eterno 墓園。  七十員的洛斐爾‧皮諾長老（Rafael E. Pino）於 2011 年 9 月 14 日主持了奠基儀式， 並發布了竣工建築的官方渲染圖。 

該建築採用經典的西班牙殖民建築風格，飾有白色、綠色和琥珀色飾面。巴西花崗岩的外部飾有白色和“Branco Ceara”。內部裝飾貫穿整個藤蔓圖案，包括木材、彩色玻璃和大部分花崗岩。門和飾板的木材由非洲 “Makore”製成。大多數地板和石材裝飾都是由秘魯石灰石製成的。 
施工完成後，2015 年 5 月 8 日至 30 日舉行了公眾開放日，星期日除外。 大約 100,000 人在大樓落成之前參加了開放日活動。 與奉獻有關，2015 年 6 月 20 日在 Coliseo Gran Chimu 體育館舉行了文化慶祝活動。 這座聖殿於 2015 年 6 月 21 日由迪特·鄔希鐸會長（Dieter F. Uchtdorf）正式奉獻。 